# Вашакмадзе, Иван Алексеевич
Иван Алексеевич Вашакмадзе (груз. ივანე ალექსის ძე ვაშაყმაძე, 1901, Ахалцахари, Озургетский уезд — 29 июня 1937) — грузинский советский учёный-марксист, педагог высшей школы. Доктор наук. Ректор Тбилисского государственного университета.

## Биография
Окончил начальную школу в Озургети. Член РСДРП (б) с 1917. В 1919 году сыграл ведущую роль в организации гурийского комсомола.
После советизации Грузии был на партийно-комсомольской работе: секретарь комитета комсомола «Кавкасури». В 1923 году отправился в Москву для продолжения учёбы. В 1926 году окончил Московский государственный университет, затем — аспирантуру Института философии Коммунистической Академии. Вёл научную работу в том же институте, был секретарём студенческой секции исторического материализма. Преподавал в высших учебных заведениях Москвы, читал курс диалектического и исторического материализма.
В январе 1930 года назначен ректором Тбилисского университета, занимал должность до сентября 1931 года. В разное время работал заместителем директора по государственному сектору образования Грузинской ССР, директором Кировского Закавказского промышленного института. В 1934 году был избран членом Президиума грузинского отделения Академии наук СССР. Публиковал работы Маркса, Энгельса и Ленина на грузинском языке, несколько исследований по вопросам диалектического и исторического материализма.
Арестован 28 марта 1937 года, а 29 июня расстрелян.